# Rob Stewart (acteur)
Pour les articles homonymes, voir Stewart et Rob Stewart.
Rob Stewart est un acteur canadien, né le 23 juillet 1961 à Toronto.
Il est principalement connu pour son rôle de Nick Slaughter (rôle principal) dans la série Un privé sous les tropiques de 1991 à 1993. Il a également obtenu de nombreux rôles en tant qu'invité dans diverses séries. En 2007, il a obtenu l'un des rôles principaux dans la série Painkiller Jane.

## Vie privée
Il a grandi à Bramalea dans la ville de Brampton au Canada. Très jeune, il se passionne pour le hockey et rêve de passer professionnel. Mais à l'âge de 17 ans, il perd un rein à la suite d'une blessure et doit renoncer à un certain nombre de bourses sportives qu'il avait obtenu. Il s'inscrit à l'Université de Waterloo où il étudie le latin et l'anglais. 
Stewart a rencontré son épouse au Mexique lors de la première saison de Un privé sous les tropiques. Depuis 2001, il vit au Canada.

## Filmographie
- 1991-1993 : Un privé sous les tropiques : Nick Slaughter
- 1994 : Highlander : Axel (3x5 : le passage)
- 1999 : Amazon : Andrew Talbott
- 2005 : Le Jeu des damnés : Ross North
- 2006 : Pour vivre un grand amour (Home by Christmas) : Michael
- 2007 : Une vie brisée (Demons from Her Past) (téléfilm) : K.C. Hollings
- 2007 : Painkiller Jane : Andre McBride
- 2009 : Enquête de vacances : Doug Craig
- 2009 : The Good Witch : Nick Chasen
- 2010-2012 : Nikita : Roan
- 2011 : XIII : La Série : Tom Reck (saison 1, épisode 5 : Bienvenue à Bitterroot)
- 2012 : La Vérité sur mon passé (My Mother's Secret) : Jonas
- 2012 : Beauty and the Beast : M. Chandler, père de Catherine et Heather
- 2014 : L'Écho du mensonge (Guilty at 17) (téléfilm) : Gilbert
- 2015, Killjoys (série télévisée diffusée sur SYFY) : Khlyen, mentor de Dutch
- 2016 : Slasher : Le Bourreau : Alan Henry
- 2021 : Mayor of Kingstown (série TV) : le capitaine Richard Heard